# 프로덕션 바오밥
프로덕션 바오밥(일본어: ぷろだくしょんバオバブ)는 일본의 예능사무소로 주로 성우 매니지먼트를 하고 있다.

## 개요

### 역사
1979년 8월, 아오니 프로덕션에서 소속성우 16명, 스탭 6명이 독립하여 설립. 당시 주요 독립 멤버는 토미타 코세이를 중심으로, 토미야마 케이, 오하라 노리코, 카미야 아키라, 이노우에 카즈히코, 노자와 마사코, 키모츠키 카네타, 오가타 켄이치, 이시마루 히로야, 치지마츠 사치코등. 사명인 바오밥은 소설 《어린 왕자》에 등장하는 사바나 기후 지대 등에 사는 식물 이름으로, 시미즈 마리가 이름을 지었다.
설립한지 얼마 되지 않아 1981년 2월에 당사에 소속해있던 스탭 미나미자와 미치요시 및 나카노 토오루가 81 프로듀스를 설립하여 독립한다. 1984년 3월 1일에는 타테카베 카즈야가 소속되어 있는 오피스 오가 에자키 프로덕션에서 분리되어 합병되었다.
1990년대 말부터 2000년대에 걸쳐 바오밥에서 대량으로 독립하거나 이적하는 일이 발생하였다.

### 그 외
- 부속양성소 《B.A.O》가 있으며, 현재 바오밥에 소속해 성우로 활동하고 있는 코다마 아스미, 카네모토 히사코 등을 배출하였다. 이전에는 《바오밥학원》(현:비주얼 스페이스 배우양성소)라는 부속양성소를 보유했었다.[4]
- 전용 녹음 스튜디오 《a Spring 스튜디오》도 보유하고 있다.
- 소속 성우가 대거 기용되는 작품에서도 협력 크레딧을 내는 경우는 거의 없지만 《우주대제 갓 시그마》나 《난다 난다 니얀다》에는 드물게도 바오밥의 이름이 크레디트되었다.
- 사무소 공식 블로그 《데스크의 혼잣말》에서 소속 성우의 사진이나 그 일상을 적는 등 정보를 알려주고 있다. 이 블로그에서는 애니메이션을 중심으로 활동하고 있는 성우 뿐만 아니라 외화나 나레이션에서 주로 활약하는 성우도 소개한다.
- 2009년 11월부터 휴대전화용 공식 사이트 《바오밥 채널》을 개시하였다.

## 바오밥 싱어즈
1979년 당시 바오밥에 소속되어있던 성우들이 유닛을 결성하여 음반을 발매하였다.

### 작품
싱글
- 모스크바를 목표로 (めざせモスクワ) 1979년 11월 21일 징기스칸의 곡을 번안

가사는 오리지널 가사를 전혀 무시한 모스크바 올림픽과 연관된 것이며, 일부는 당시 멤버가 맡고 있던 애니메이션 캐릭터와 연관된 것도 있다.
CD에는 옴니버스 CD 《디스코 가요 콜렉션 · 킹편 디스코 오토상》및 《뮤직 파일 시리즈 / MF 컴필레이션 초공상 올림픽》이 수록되어 있다.
앨범
- 바오밥 파티(1980년 3월 5일)

오리콘 LP 차트 최고 77위
- 바오밥 파티 2(1981년)

기타
- 왕자님 귀는 판타지 (1980년 2월)

극단 가라쿠다 공방의 뮤지컬〈왕자님 귀는 판타지〉사운드 트랙. 바오밥 싱어즈 명의의 〈왕자님 귀는 판타지〉〈패럴렐 월드〉〈전야제는 뒷 축제〉를 수록. 〈왕자님 귀는 판타지〉는 《야마모토 타다유키 작품 대전집》디스크 2에 수록.

## 성우명단

### 남자
| 아 - 아이자와 마사키 - 이이다소 히라타 - 이시카와 히로아키 - 이치마루 히로야 - 이치하라 마사히로 - 이토 유키 - 우치다 소메이 - 에가시라 코지 - 오오무라 유스케 - 오가타 켄이치 - 오가와 카즈키 카 - 카즈마 요시카즈 - 카네무네 쥰지 - 카와무라 타쿠오 - 키타무라 켄지 - 미쿠라 마사후미 - 쿠라토미 료 - 쿠레 요시타카 - 콘노 쥰 | 사 - 사이토 지로 - 사카즈메 타카유키 - 사토미 케이치로 - 사와다 마사타카 - 시이이바시 카즈요시 - 시부야 시게루 - 시무라 타카이히로 - 시로쿠마 히로시 - 시로야마 켄 - 스가와라 쥰이치 - 스기야마 타카오 - 소노베 요시노리 - 소메야 타츠마사 타 - 타카하시 케이치 - 타구치 타카시 - 토노 센리 - 토미타 코세이 - 토리우미 카츠미 나 - 나카 히로시 - 나가이 신야 - 나카타 하야토 - 나가마츠 히로시 - 나카무라 미즈키 - 나리타 카즈시 - 나루세 마코토 - 니시카와 이쿠오 | 하 - 하스이케 류조 - 하마노 히토시 - 하마 지에이 - 히키다 타카시 - 히로세 마사시 - 후지모토 타카유키 - 후나키 마사토 - 혼다 료타 마 - 마치다 마사노리 - 마츠오카 후미오 - 마츠시타 테츠야 - 마츠마루 코타로 - 마츠모토 리시 - 마나카 케이고 - 미조구치 켄고 - 미토 코조 - 미야시타 에이지 - 미야자키 사토시 - 모토무라 테츠야 야〜와 - 야나기사와 에이지 - 야마구치 류 - 요코오 히로유키 - 요코제키 켄고 - 요시다 타카시 - 와타나베 코지 |

### 여자
| 아 - 아오키 사야카 - 아카이케 유미코 - 아사미 쥰코 - 아마다 유키코 - 이케다 카나코 - 이치죠 미유키 - 이치류사이 테이유 - 이모토 미오 - 우메다 키쿠미 - 오오가네 노리코 - 오오치 무츠미 - 오카 마사코 - 오가와 토모요(오가와 토모코) - 오다 후미 - 오하라 노리코 - 오리카사 아이 카 - 카사이 리츠코 - 카타기리 마이 - 카츠이 미유 - 카토 렌 - 카네모토 히사코(구:아이카와 히사코) - 카미야 하루카 - 카와카미 치히로 - 키쿠치 유미 - 키타하라 미와 - 쿠사카 치히로 - 쿠보타 메구미 - 쿠로카와 나미 - 켄모츠 사오리 - 코무라 토시코 - 코시미즈 아미 - 코다마 아스미 - 코데라 마미 - 코바야시 사나에 - 코바야시 미사 | 사 - 사이키 카호리 - 사쿠노 아이리 - 사쿠마 쥰코 - 사사가와 아야나 - 사사모리 아키 - 사타케 미오 - 사토 카오리 - 산페이 유코 - 신도 케이 - 센다이 에리 타 - 타우라 타마키 - 타키자와 로코 - 타케구치 아키코 - 타시로 유키 - 타루타 에리 - 텐진바야시 토모미 - 토가시 카즈미 | 나 - 나카다 요시노 - 나카노 사유리 - 나스 메구미 - 니시 히로코 - 노무라 스마코 하 - 하라 미유키 - 하라다 히토미 - 히나타 유키코 - 히라타 마나 - 히로타 시온 - 후지이 마리코 - 후지사토 미카 - 후지와라 미오코 - 베츠이 토모미 - 호시노 치즈코 - 호리 쥰코 - 혼마 유카리 마 - 마이하라 스즈 - 마에다 유키에 - 마키하라 치카 - 마시바 마리 - 마츠오카 유키 - 마츠모토 후쿠미 - 마야마 아코 - 마루야마 유우 - 미우라 토모코 - 미즈타니 유코 - 미도리 쥰코 - 미네 아츠코 - 미야지마 에리 - 모치즈키 레나 - 모토이 에미 - 모리 히로코 | 야~와 - 야노 리카 - 야마카와 아야 - 야마모토 사유리 - 유미바 사오리 - 요시다 아유코 - 요시다 미호 - 요시모토 치에 |

## 탈퇴 및 이적성우

### 남자
| 아 - 아사카와 타츠야 - 아사쿠라 에이스케 (현:아트비전) - 아사미 세이기 - 아리모토 킨류 (현: 히라노 기획) - 이케다 히데노리 (구: 카미나가 히데노리) - 이시다 케이 - 이시노 류조 (현: 81 프로듀스) - 이노우에 카즈히코 (현: B-BOX 대표이사) - 에비하라 히데토 - 오오쿠라 타카시 - 오오시마 마사야 - 오오타키 신야 (현: 프리랜서) - 오오니시 코우키 - 오오미즈 타다스케 (현: 프리랜서) - 오오무라 요스케 - 오오야마 타카오 (현: 비주얼 스페이스) - 오카다 타카유키 (현: 켄유 오피스) - 오카노 코스케 (프리랜서) - 오기하라 히데키 (현: 티즈 팩토리) - 오다 토시미츠 (현: 게키단 스고로쿠) - 오노 켄이치 (현: 리맥스) 카 - 카사하라 코노스케 - 카토 오사무 (현: 키라보시) - 카토 료이치 - 카미야 아키라 - 카미야 카즈오 - 키쿠치 히데유키 (현: 엠스타 탈렌트 프로덕션) - 키타가와 타쿠로 (현: 시그마 세븐) - 키노시타 나오키 (현: 켄유 오피스) - 키모츠키 카네타 (현: 게키단 21세기 폭스) - 쿠스모토 잇세이 (구: 나카지마 잇세이) - 쿠마가야 세이지 - 쿠마모토 킷세이 (현: 켄유 오피스) - 쿠라우치 요시하루 (프리랜서) - 코이즈미 이치로타 - 코시바 다이시 (현: 아트 그룹) - 코바야시 노리오 (현: 옐로테일 ) - 코야스 타케히토 (현: 티즈 팩토리 대표이사) | 사 - 사이토 미즈키 (현: 오피스 와트) - 시마카 유우 (현: 프로덕션★A조) - 시타무라 카나메 - 스기야마 노리아키 (현: 주식회사 악셀원) - 스즈키 카츠미 (현: 아트비전) - 스즈키 케이고 - 스즈키 세이치 (재적 중에 사망) - 세키야 신이치 - 센다 미츠오 (현: 81 프로듀스) 타 - 타우치 유이치 (현: 켄유 오피스) - 타키노 요헤이 (현: 도쿄 배우 생활 협동조합) - 타케다 미츠키 (현: Eja9) - 타나카 노부유키 - 타치바나 신노스케 (현: 주식회사 악셀원) - 타테카베 카즈야 (현: 켄유 오피스 이사) - 쵸 (구: 나카지마 유이치, 현: 도쿄 배우 생활 협동조합) - 데무라 타카시 (현: 소프트 링크 프로덕션) - 테라이 토모유키 (현: EARLY WING) - 테라시마 타쿠마 (현: 주식회사 악셀원) - 토미야마 케이 (재적중에 사망) 나 - 나카타 마사유키 (은퇴) - 나카미치 유고 - 나카무라 슈세이 (은퇴) - 나리타 켄 (프리랜서) - 니시와키 슈헤이 하 - 하즈미 쥰 (현: 아트비전) - 히노 사토시 (현: 주식회사 악셀원) - 후쿠시 히데키 (현: 오피스 후쿠시 대표) - 후쿠야마 쥰 (현: 주식회사 악셀원) - 후지이 고우 - 후지모토 유즈루 (현: 81 프로듀스) - 후루사와 토오루 (현: 켄유 오피스) - 후루타 노부유키 (현: 켄유 오피스) - 호우키 카츠히사 (현: 켄유 오피스) - 호리우치 켄유 (현: 켄유 오피스 대표이사) - 호리오 마사히코 (현: 에이치 코라보데이션 대표) 마 - 마츠모토 야스노리 (현: 시그마 세븐) - 마나베 토모카즈 - 마루야마 쥰로 - 미즈시마 타카히로 (현: 주식회사 악셀원) - 미즈시마 유우 (현: 노트 커뮤니케이션즈) - 무기히토 (현: 미디어포스) 야 - 야마구치 켄 (현: OYS 프로듀스 대표) - 야마자키 타쿠미 (프리랜서) - 야마자키 마사야 - 야마모토 나오히로 (현: 게키단 Peek a Boo) - 요시오카 아키라 |

### 여자
| 아 - 아가와 쿄코 - 아키야마 루나 (구: 아키야마 히카리, 현:81 프로듀스) - 아사노 마유미 (현: 오사와 사무소) - 아야사키 미키 - 아라이 시즈카 (현:페자드) - 이가라시 레이 (현: 오사와 사무소) - 이쿠라 카즈에 (구: 이쿠라 카즈, 현: 아오니 프로덕션) - 이케모토 사유리 (현: 켄유 오피스) - 이시 모모코 - 이츠미 나나코 - 이토 에미 (구: 이토 에미코) - 이모토 미오 - 이와츠보 리에 (은퇴) - 우에다 미유키 (현: 이사오 기획) - 우노네 아키 (현: 아트비전) - 에구치 히데코 - 오오하시 마유키 - 오오헤이 이즈미 카 - 카지와라 유미코 - 카도와키 마이 (현: 카레이도 스코프) - 카노키 쇼코 - 카와카미 토모코 (재적중에 사망) - 카와사키 에리코 (현: 시그마 세븐) - 키하라 아이 - 키무라 마도카 (프리랜서) - 코지로 치에 (현: 81 프로듀스) - 코구레 아이 - 고토 마스미 (프리랜서) - 고토 유코 (현: 주식회사 악셀원) - 코히나타 미와 (구:스기하라 미와, 츠키노하라 미와, 현: 리맥스) - 코마츠 미즈키 (구:코바야시 시즈쿠, 현:OYS 프로듀스) 사 - 사이토 나미코 - 사카키바라 요시코 (현:콤비네이션) - 사이토 유코 (현: 액센트) - 사와구치 치에 (현: 아크로스 엔터테인먼트) - 시노하라 아케미 (현:아트비전) - 시미즈 마리 (사무소에 적은 남아있으나, 실제로는 시미즈 마리 사무소에서 활동) - 쇼지 사토미 - 스즈키 마미코 - 세바타 나츠코 | 타 - 타카하시 미키 (현: 스플래쉬 드림) - 타키자와 쿠미코 - 타케마사 히로코 (프리랜서) - 타치바나 신에이 - 치지마츠 사치코 (현: 아트비전) - 츠치야 미키 (프리랜서) - 토모나가 아카네 (현: 주식회사 악셀원) 나 - 나카자와 미도리 (프리랜서) - 나나미 이루카 (구:햐쿠타케 아키코, 현: 게키단 그고로쿠) - 니시야마 요코 - 니데카와 유키 - 니노미야 이즈미 (현: EARLY WING) - 노무라 마키 하 - 하세가와 유미 - 하무라 쿄코 (현: 아트비전) - 히키타 유미 (현: 아트비전) - 호리코시 마키 (현: 오사와 사무소) 마 - 마키노세 유이 - 마츠이 나오코 (프리랜서) - 마츠야마 유키코 - 미즈타 와사비 (현: 81 프로듀스) - 미나미 오미 (현: 오사와 사무소) - 미나미 쿄코 - 미야사카 슈리(성우계 은퇴, 현: 미디어 스탭) - 무라타케 아오이 - 모리 우타우 (프리랜서) 야~와 - 야지마 아키코 - 야노 아스카 (프리랜서) - 야마시타 아야카 (현: 아트비전) - 야마카도 쿠미 (현: 아트비전) - 유카리 - 요코오 마리 (현: 시그마 세븐) - 요시다 리호코(성우계 은퇴, 오피스 노자와 매니저) - 와타나베 미사(현: 아오니 프로덕션) |

## 라디오
후와유루 코쇼코쇼바나시 (ふわゆる〜♪こしょこしょ話)
프로덕션 바오밥 공식 사이트 내 〈바오밥 보이스 시어터 스크럼블 트레인〉에서 방송되었던 인터넷 라디오 방송. 2006년 10월 23일부터 2009년 8월 31일까지 총 50회 방송되었다. 퍼스널리티는 마츠오카 유키, 키무라 마도카, 사사가와 아야나(프로덕션 바오밥 소속 성우들). 방송시간은 10분 내외.

## 프로덕션 바오밥에서 독립한 사무소
- 81 프로듀스 (1981년)
- 티즈 팩토리 (1999년)
- 켄유 오피스 (2002년)